# Rock Around the Clock
«Rock Around the Clock» (en español, "Rock a todas horas") es una canción de rock and roll de 1952, la primera de este género musical que llegó al N.° 1 en la lista de ventas en Estados Unidos. Escrita por Max C. Freedman y James E. Myers, y grabada en abril de 1954 por Bill Haley & His Comets, fue considerada en 2004 por la revista Rolling Stone como la número 158 en su lista de las 500 mejores canciones de todos los tiempos. En su edición de 2021, sin embargo, la canción fue excluida de la lista.
Grabada inicialmente por Sonny Dae and His Knights, después otros músicos realizaron algunas versiones del mismo tema, como por ejemplo la banda de punk Sex Pistols, que incluyó la suya en la banda sonora de The Great Rock 'n' Roll Swindle y la banda belga Telex. En 1958, la cantante y vedette Gloria Ríos grabó una versión al español del tema Rock Around the Clock que se tituló "El relojito", con un peculiar estilo que mezclaba la voz con el baile y la música de una orquesta en vivo. Esta grabación puede ser considerada como la primera canción del rock mexicano.